# Olympische Jugend-Sommerspiele 2010/Teilnehmer (São Tomé und Príncipe)
| Gelbes Symbol für Goldmedaillen mit stilisierten Olympischen Ringen | Graues Symbol für Silbermedaillen mit stilisierten Olympischen Ringen | Braundes Symbol für Bronzemedaillen mit stilisierten Olympischen Ringen |
| ------------------------------------------------------------------- | --------------------------------------------------------------------- | ----------------------------------------------------------------------- |
| —                                                                   | —                                                                     | —                                                                       |

Die Jugend-Olympiamannschaft aus São Tomé und Príncipe für die I. Olympischen Jugend-Sommerspiele vom 14. bis 26. August 2010 in Singapur bestand aus vier Athleten.

## Athleten nach Sportarten

### Kanu
| Mädchen - Genanilze Soares Kajak-Einer Sprint: 23. Platz Kajak-Einer Slalom: 18. Platz | Jungen - Vanderley Cabral de Assuncao Silva Kajak-Einer Sprint: DNF (Vorlauf) Kajak-Einer Slalom: 18. Platz |

### Leichtathletik
Jungen
- Ailton da Costa Oliveira
100 m: DNS (Finale)

### Taekwondo
Mädchen
- Sara Neves Bolivar
Klasse bis 55 kg: 5. Platz